# فرد دايسون
فرد دايسون (بالإنجليزية: Fred Dyson)‏ هو مهندس وسياسي أمريكي، ولد في 16 يناير 1939 في فانكوفر في كندا. حزبياً، نشط في الحزب الجمهوري. وقد انتخب عضو مجلس ولاية ألاسكا.